# 陈光尧
陈光尧（1906年7月16日—1972年6月21日），亦作陈光垚，字启明，又名陈光，陕西城固人，中国文字学家，近代简化字运动的重要开拓者。

## 生平
陈光尧出生于书香世家。他在家庭熏陶下自幼热爱国文。1919年他小学毕业后考入天津南开中学，后又考入北京私立民国大学国文系。1926年，年仅20岁的他就已编辑了一本《简字方案》的草稿。此后他不断在各种报章杂志上发文倡导、推广简化汉字，这些文章后来集结为四册《简字论集》分别出版。1932年他应杨虎城之邀前往西安，并担任过西京筹备委员会秘书室主任及文化专员等职。在他和其他赞成简化字的各界人士的推动下，国民政府于1935年公布《第一批简体字表》，不过该表很快便被搁置了。1936年11月，他又出版了一部《常用简字表》（3150字）。次年，他还曾发起成立中国文字改进学会。中华人民共和国成立后，陈光尧应吴玉章之邀，于1953年进入中国文字改革委员会从事汉字研究工作。1955年6月，由他编著的《常用简字谱》出版。同时，他还参与起草制定了1956年由国务院颁布的《汉字简化方案》。1956年加入九三学社，任九三学社文字改革分社组长。此后，他又先后发表了《谈精简汉字》、《第一批异体字整理表》、《第二批异体字整理表》，并参与了1964年《简化字总表》等的编辑工作。文革期间他被打成反动学术权威，几年后下放到宁夏平罗国务院五七干校。期间他仍继续整理着《第二次汉字简化方案（草案）》。
1972年春因病重回到北京，后于同年6月21日逝世。

## 家庭
父亲陈毅为清末书法家。